# Bernardo Miera y Pacheco

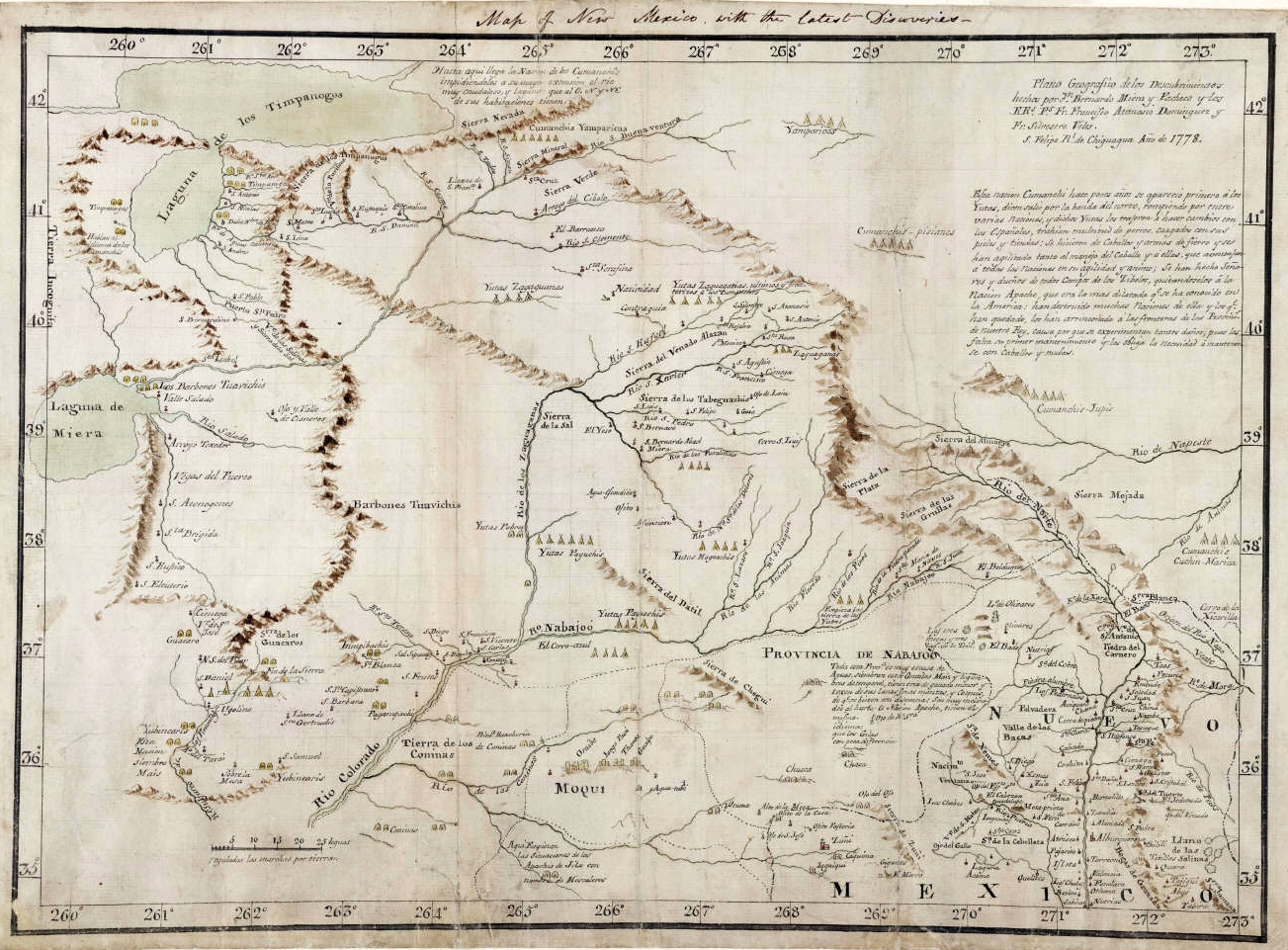
Mapa del noroeste de Nuevo México, 1778, de Bernando de Miera y Pacheco.

Bernardo de Miera y Pacheco (4 de agosto de 1713–4 o 11 de abril de 1785) fue «quizás el más prolífico e importante cartógrafo de la Nueva España», así como un artista, particularmente como santero (tallista de imágenes religiosas). Se le ha considerado un polimata, siendo «competente en astronomía, cartografía, matemáticas, geografía, geología, geometría, tácticas militares, comercio, ganadería, enología, metalurgia, idiomas, iconología, iconografía, liturgia, pintura, escultura y dibujo».

## Biografía
Miera nació en el valle de Carriedo de Cantabria o de Burgos, España. Hijo de un capitán de la caballería cántabra, fue entrenado como ingeniero militar. Como muchos otros, emigró a la Nueva España (en América del Norte y Central). El 20 de mayo de 1741 se casó en la Ciudad de Chihuahua con María Estefanía Domínguez de Mendoza. Tendrían dos hijos, Anacleto (Cleto) y Manuel. En 1743, la familia se estableció en El Paso.
Hombre de muchos talentos, era comerciante, recaudador de deudas, ranchero y oficial militar, sirviendo en cinco campañas militares. En 1747, el capitán Miera dirigió un destacamento militar que acompañaba al padre Juan Menchero en el intento de este último de convertir a los navajos y reasentarlos alrededor monte Taylor (anteriormente Ceboletta, hoy en Nuevo México).  Aunque Menchero no tuvo éxito, Miera elaboró el primer mapa del territorio que atravesaron. En 1749, cartografió el río Grande desde El Paso río abajo hasta su confluencia con el rio Conchos.
También fue pintor y tallista. Algunas de sus obras sobreviven en iglesias y museos. La iglesia de Cristo Rey en Santa Fe tiene «su obra maestra, la pantalla del altar de Castrense». En 1754 o 1756, trasladó a su familia a Santa Fe. Fue nombrado alcalde de los pueblos de Pecos y Galisteo y participó en tres campañas contra los comanches.

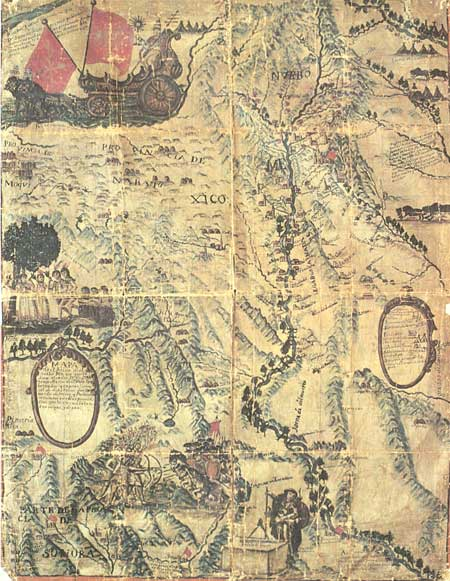
Mapa de Nuevo México, 1760, dibujado por Miera y Pacheco para Marín del Valle

Cuando el virrey de Nueva España ordenó que sus gobernadores del norte realizaran mapas de sus territorios, Francisco Antonio Marín del Valle, gobernador y capitán general de Nuevo México, se dirigió a Miera. Salieron al campo con este empeño desde finales de junio hasta el 1 de diciembre de 1757. El influyente mapa se completó en abril de 1758. Miera volvería a hacer al menos otros dos mapas para Marín. A Miera se le concedió una legua de tierra alrededor de Ceboletta (la distancia que se puede recorrer a pie en una hora, unos, 4,19 km, esto es unas 1792 hectáreas), que luego fue reducida a unas 1662 hectáreas.
También trabajó como cartógrafo para la expedición de Domínguez y Escalante de 1776. Miera estuvo a menudo en desacuerdo con los otros líderes del grupo, y también enfermó a menudo. La expedición falló en su meta de encontrar una ruta al norte hasta Monterrey, pero Miera produjo unos mapas que serían muy valiosos para exploradores posteriores.
En 1779, Miera acompañó al gobernador de Nuevo México, Juan Bautista de Anza, en una expedición punitiva contra los comanches, que habían estado incursionando en Taos. Como resultado, dibujó tal vez su último mapa, cubriendo una zona centrada en el río Grande desde Santa Fe hasta el río Arkansas.
El 4 o 11 de abril de 1785, Bernardo de Miera y Pacheco murió en Santa Fe. Su esposa, Estefanía, había muerto menos de un año y medio antes, también en Santa Fe.

## Legado
Sus mapas fueron examinados por Alexander von Humboldt en 1803 para ayudar a preparar sus propios mapas. Humboldt a su vez compartió la información con el presidente americano Thomas Jefferson un año más tarde y el trabajo de Miera fue copiado por los cartógrafos estadounidenses. El original de su mapa de 1758 desapareció algún tiempo después de 1930 en la Ciudad de México, pero se realizó una copia reconstruida en los años 70 a partir de las fotografías que se conservaban del original.